# 薩蘭克荷拉烏帕齊拉
薩蘭克荷拉乌帕齐拉是孟加拉国巴蓋爾哈德縣的一个乌帕齐拉，位於庫爾納专区的巴蓋爾哈德縣。。

## 人口
據1991年孟加拉國人口普查，薩蘭克荷拉共有戶數19,588戶，人口107856人。其中男性佔比51.28%，女性佔比48.72%；成年人口52,157人。該地7歲以上人口之平均識字率為41.8%。